# Comarques de les illes Balears i les Pitiüses
A l'illa de Mallorca, a les Illes Balears, el concepte comarcal ha estat redefinit com a les  Mancomunitats i se n'han definit un total de 6 comarques o mancomunitats: la ciutat de Palma, la comarca de la Serra de Tramuntana, la des Raiguer, la del Pla de Mallorca, la de Migjorn i la de Llevant.
Les altres illes, Menorca i les Pitiüses, constitueixen en si, singularment, una unitat comarcal, el màxim òrgan de les quals són els Consells Insulars. En el cas de Mallorca, el seu Consell Insular, és un òrgan administratiu supracomarcal, i com a conseqüència supramunicipal.
| Comarca             | Illa       | Habitants | Superfície (km2) | Densitat (hab/km2) | Capital                     | Municipis |
| Eivissa             | Eivissa    | 117.698   | 571,0            | 206,1              | Eivissa                     | 5         |
| Formentera          | Formentera | 8.442     | 83,2             | 101,5              | Sant Francesc de Formentera | 1         |
| Llevant             | Mallorca   | 75.137    | 592,5            | 126,8              | Manacor                     | 5         |
| Menorca             | Menorca    | 90.235    | 695,3            | 129,8              | Maó                         | 8         |
| Migjorn             | Mallorca   | 75.899    | 809,7            | 93,7               | Llucmajor                   | 5         |
| Palma               | Mallorca   | 383.107   | 213,6            | 1.793,99           | Palma                       | 1         |
| Pla de Mallorca     | Mallorca   | 51.636    | 736,7            | 70,1               | Petra                       | 16        |
| El Raiguer          | Mallorca   | 123.046   | 470,1            | 261,7              | Inca                        | 13        |
| Serra de Tramuntana | Mallorca   | 105.450   | 828,5            | 127,3              | Sóller                      | 13        |